# كأس إنترتوتو 1996
كأس إنترتوتو 1996 هو موسم من كأس إنترتوتو. أقيم خلال الفترة 22 يونيو 1996 وحتى 20 أغسطس 1996، وشارك فيه  60 فريقاً، وفاز فيه نادي سيلكيبورج، ونادي غانغون، ونادي كارلسروه.